# St. Andreas (Ubstadt)

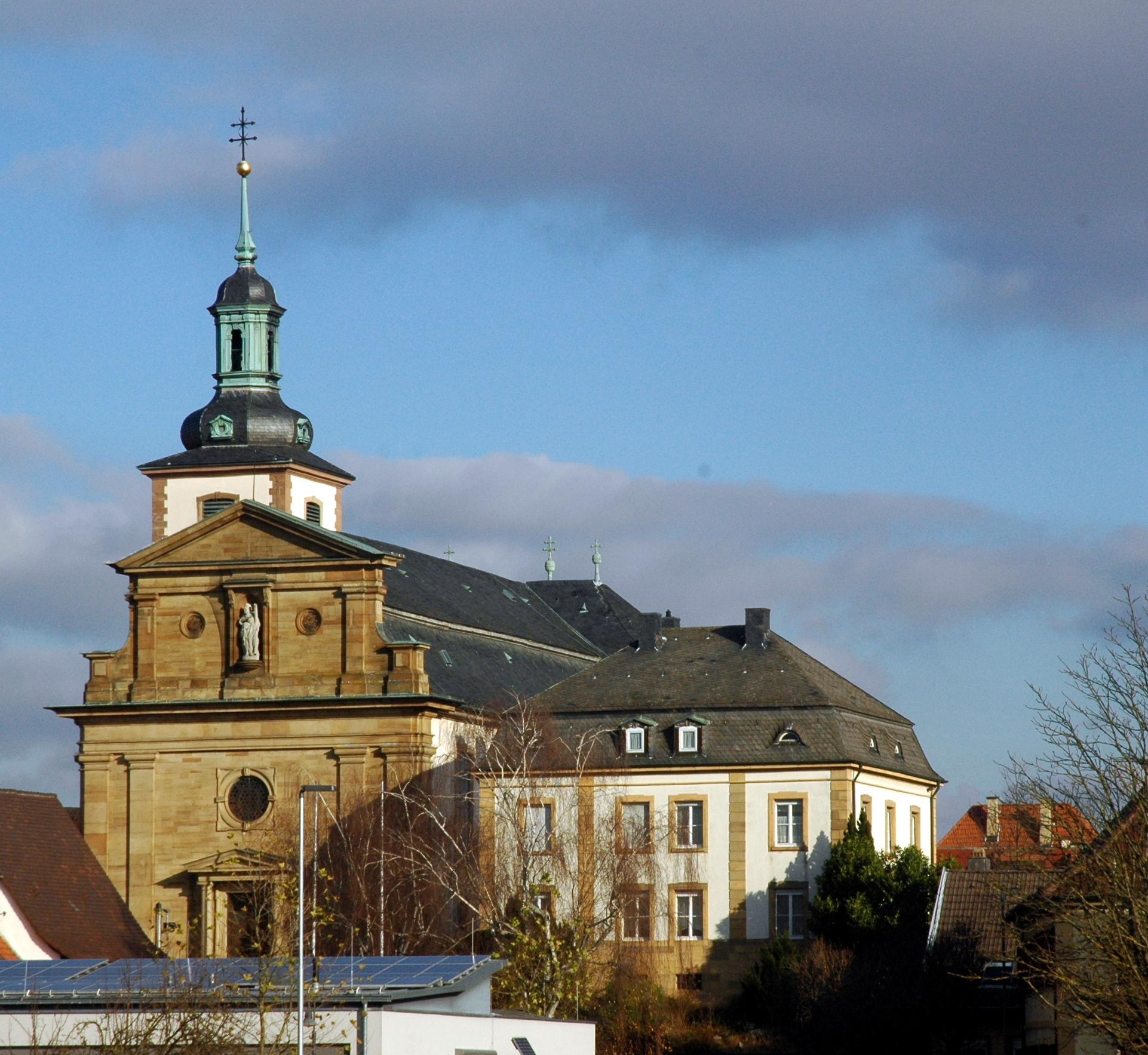
St. Andreas in Ubstadt

Die römisch-katholische Pfarrkirche St. Andreas ist ein geschütztes Kulturdenkmal nach dem Denkmalschutzgesetz. Sie steht in Ubstadt, einem Ortsteil der Gemeinde Ubstadt-Weiher im Landkreis Karlsruhe in Baden-Württemberg. Die Kirchengemeinde gehört zum Erzbistum Freiburg.

## Beschreibung

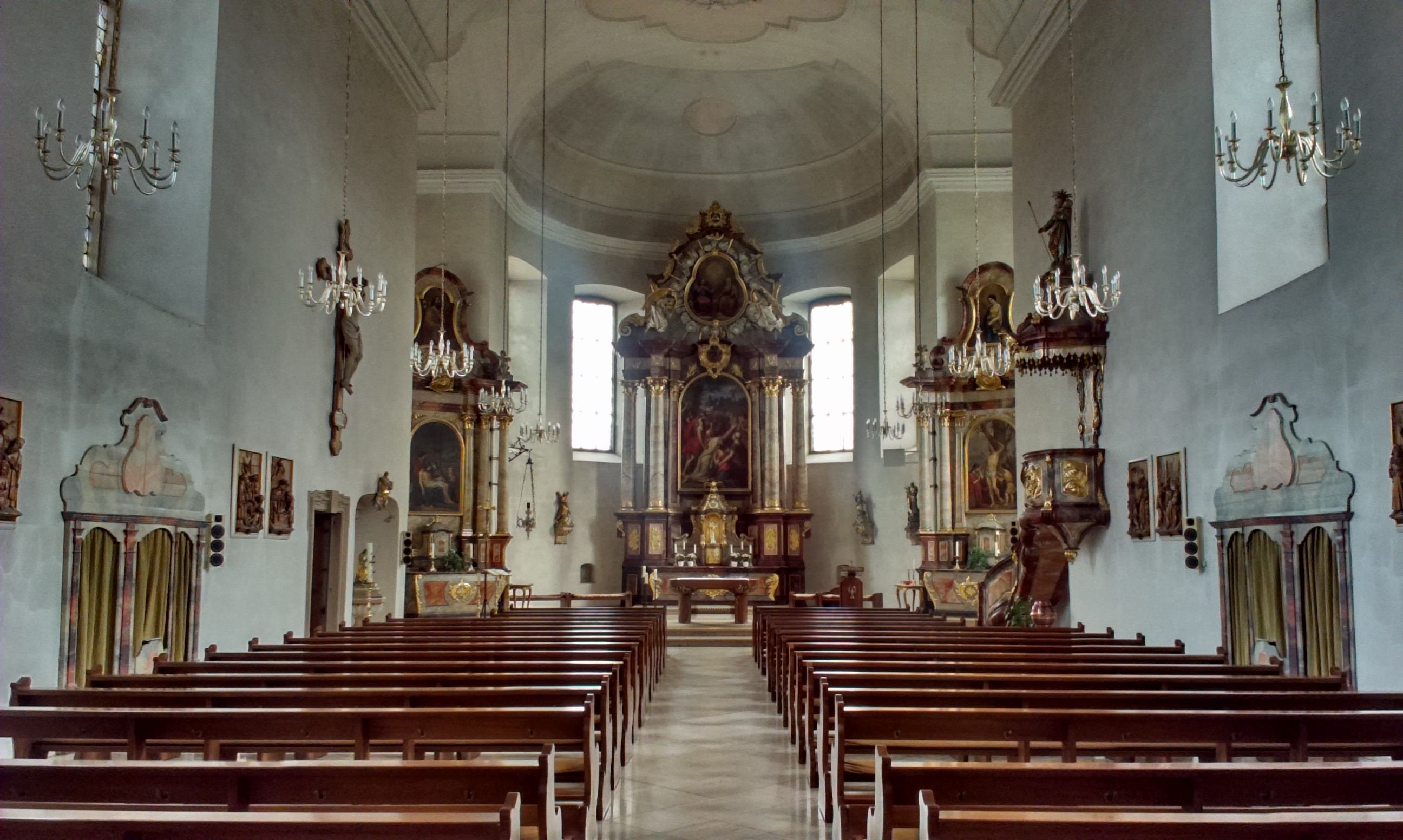
Blick zum Altar

Der Grundgedanke für die 1729 bis 1739 von Johann Georg Stahl erbaute Saalkirche geht wahrscheinlich auf einen Entwurf von Johann Michael Ludwig Rohrer zurück. Dem Langhaus ist im Osten ein Drei-Konchen-Chor angefügt. An der Nordwand des Langhauses steht vor der Konche der Kirchturm, der mit einer Zwiebelhaube bedeckt ist, die von einer Laterne gekrönt wird. In seinem Glockenstuhl hängen fünf Kirchenglocken. Die Fassade im Westen, in der sich das Portal befindet, ist mit Pilastern gegliedert und schließt mit einem Tympanon ab, in dessen Nische eine Statue des Apostels Andreas steht. 
Der Innenraum des Langhauses ist mit einem Tonnengewölbe überspannt, in das die Stichkappengewölbe der Konchen einschneiden. Zur Kirchenausstattung gehören ein Hochaltar von 1754 und Seitenaltäre von 1766/67. Alle Altarretabel stammen von Wilhelm Dürr dem Älteren.